# Rusudan (figlia di Demetrio I)
Rusudan (in georgiano რუსუდანი?, nota anche come Abkhaziyya Khatun; Georgia, ... – Georgia, dopo il 1189) è stata una principessa georgiana, figlia di Demetrio I della dinastia Bagration e consorte di tre sovrani selgiuchidi.

## Biografia
Figlia di Demetrio I di Georgia e di sua moglie Rusudan di Armenia, nel 1143 sposò il sultano selgiuchide Ghiyath ad-Din Masud, a cui portò in dote Ganja, divenendo nota come Abkhaziyya Khatun ("signora abcasa"). Rimase vedova nel 1152. A quel punto, sposò lo zio di Masud, il sultano Ahmed Sanjar, che morì nel 1157. Si sposò per l'ultima volta nel 1157 con Suleiman Shah, rispettivamente fratello e nipote dei suoi primi due mariti, che morì nel 1161. 
Ormai tre volte vedova e senza figli, tornò in Georgia, dove regnava suo fratello Giorgio III, e si occupò di allevarne le figlie Tamara e Rusudan alla sua corte di Samshvilde. 
Alla morte di Giorgio nel 1184, a salire al trono fu sua figlia Tamara, e Rusudan ne divenne la principale consigliera, divenendo nota come la dedopali, ("regina"). Fu la principale attrice nel disinnescare il complotto contro sua nipote ordito da Yury Bogolyubsky nel 1185, che risolse combinando un matrimonio fra Tamara e Yury. Quando Tamara divorziò nel 1187, Rusudan la spinse a sposare, nel 1189, il suo protetto, il principe David Soslan di Alania.
Morì in data sconosciuta dopo il 1189.

## Ascendenza
|                       |   |                  | Genitori |  |  | Nonni |  |  | Bisnonni              |  |  | Trisnonni            |  |
|                       |   |                  |          |  |  |       |  |  | Giorgio II di Georgia |  |  | Bagrat IV di Georgia |  |
|                       |   |                  |          |  |  |       |  |  | Giorgio II di Georgia |  |  | Bagrat IV di Georgia |  |
|                       |   | Borena d'Alania  |          |  |  |       |  |  | Giorgio II di Georgia |  |  |                      |  |
| Davide IV di Georgia  |   |                  |          |  |  |       |  |  | Giorgio II di Georgia |  |  |                      |  |
|                       |   | Elene di Georgia | …        |  |  |       |  |  |                       |  |  |                      |  |
|                       |   | Elene di Georgia | …        |  |  |       |  |  |                       |  |  |                      |  |
|                       |   | Elene di Georgia | …        |  |  |       |  |  |                       |  |  |                      |  |
| Demetrio I di Georgia |   | Elene di Georgia |          |  |  |       |  |  |                       |  |  |                      |  |
|                       |   | …                | …        |  |  |       |  |  |                       |  |  |                      |  |
|                       |   | …                | …        |  |  |       |  |  |                       |  |  |                      |  |
|                       |   | …                | …        |  |  |       |  |  |                       |  |  |                      |  |
| Rusudan di Armenia    |   | …                |          |  |  |       |  |  |                       |  |  |                      |  |
|                       |   | …                | …        |  |  |       |  |  |                       |  |  |                      |  |
|                       |   | …                | …        |  |  |       |  |  |                       |  |  |                      |  |
|                       |   | …                | …        |  |  |       |  |  |                       |  |  |                      |  |
| Rusudan di Georgia    |   | …                |          |  |  |       |  |  |                       |  |  |                      |  |
|                       | … | …                |          |  |  |       |  |  |                       |  |  |                      |  |
|                       | … | …                |          |  |  |       |  |  |                       |  |  |                      |  |
|                       | … | …                |          |  |  |       |  |  |                       |  |  |                      |  |
| …                     | … |                  |          |  |  |       |  |  |                       |  |  |                      |  |
|                       |   | …                | …        |  |  |       |  |  |                       |  |  |                      |  |
|                       |   | …                | …        |  |  |       |  |  |                       |  |  |                      |  |
|                       |   | …                | …        |  |  |       |  |  |                       |  |  |                      |  |
| …                     |   | …                |          |  |  |       |  |  |                       |  |  |                      |  |
|                       |   | …                | …        |  |  |       |  |  |                       |  |  |                      |  |
|                       |   | …                | …        |  |  |       |  |  |                       |  |  |                      |  |
|                       |   | …                | …        |  |  |       |  |  |                       |  |  |                      |  |
| …                     |   | …                |          |  |  |       |  |  |                       |  |  |                      |  |
|                       |   | …                | …        |  |  |       |  |  |                       |  |  |                      |  |
|                       |   | …                | …        |  |  |       |  |  |                       |  |  |                      |  |
|                       |   | …                | …        |  |  |       |  |  |                       |  |  |                      |  |
|                       |   | …                |          |  |  |       |  |  |                       |  |  |                      |  |